# Хама (район)
Хама (араб.  حماة‎) — район (минтака) в составе мухафазы Хама, Сирия. Административным центром является город Хама.

## География
Район расположен в западной части мухафазы Хама. На востоке граничит с районом Саламия, на юге с мухафазой Хомс, на западе с районами Мухрада и Масьяф, а на севере с мухафазой Идлиб.

## Административное деление
Район разделён на 4 нахии. 
| Нахия     | Административный центр | Население (2004 г.), чел. | Карта |
| --------- | ---------------------- | ------------------------- | ----- |
| Хама      | Хама                   | 467 254                   |       |
| Суран     | Суран                  | 90 654                    |       |
| Хирбнафса | Хирбнафса              | 54 592                    |       |
| Эль-Хамра | Эль-Хамра              | 32 604                    |       |